# (897) Lisístrata
(897) Lisístrata es un asteroide perteneciente al cinturón de asteroides descubierto el 3 de agosto de 1918 por Maximilian Franz Wolf desde el observatorio de Heidelberg-Königstuhl, Alemania.
Está nombrado por la comedia Lisístrata del escritor griego Aristófanes.
Forma parte de la familia asteroidal de María.